# Мост Теодора Хойса (Майнц)
Мост Теодора Хойса (нем. Theodor-Heuss-Brücke) — мост через Рейн, соединяющий центральную часть города Майнц (столицы немецкой земли Рейнланд-Пфальц) с районом Майнц-Кастель, ныне принадлежащим городу Висбаден (столице земли Гессен).

## Строительство

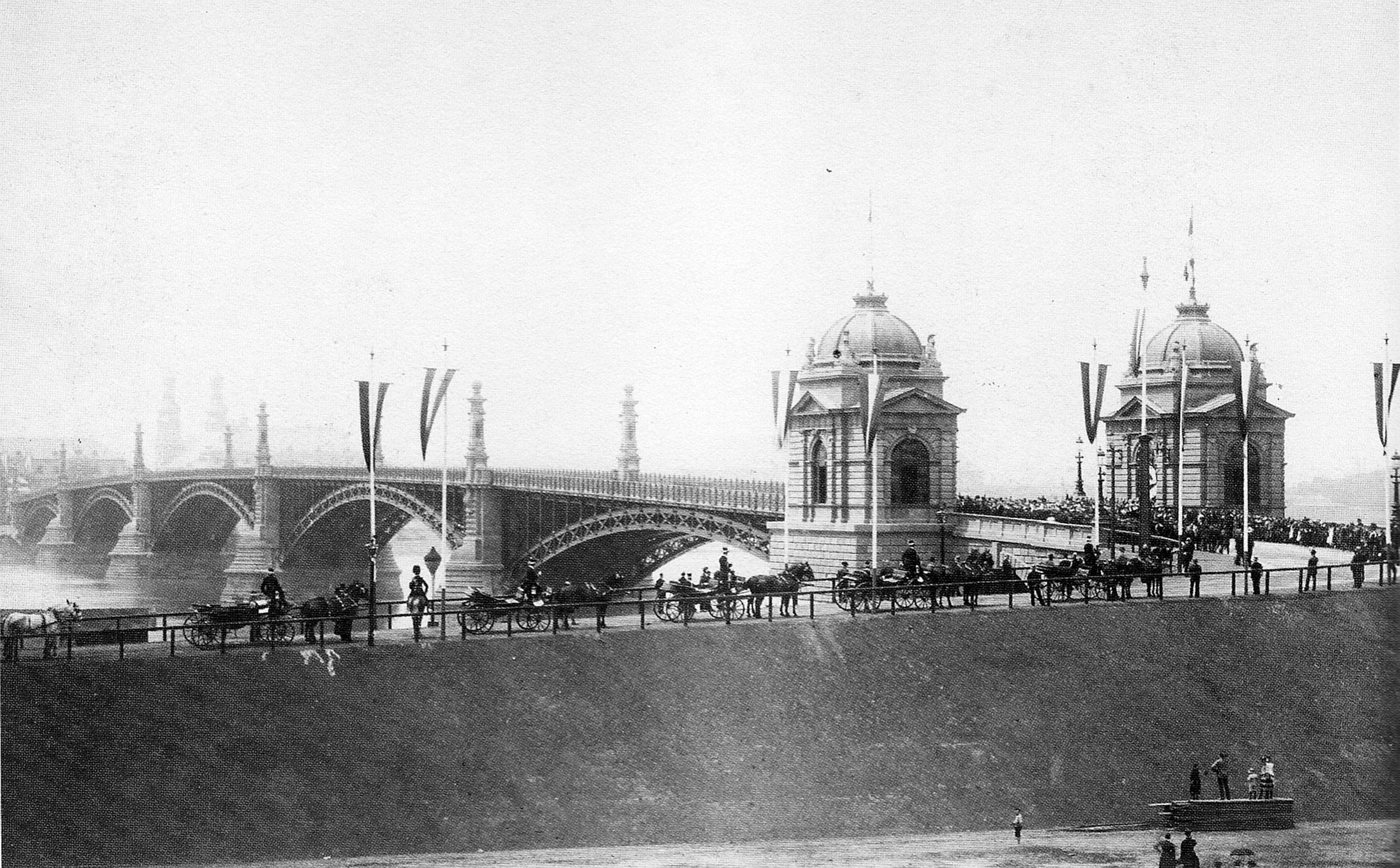
Мост в день открытия в мае 1885 года

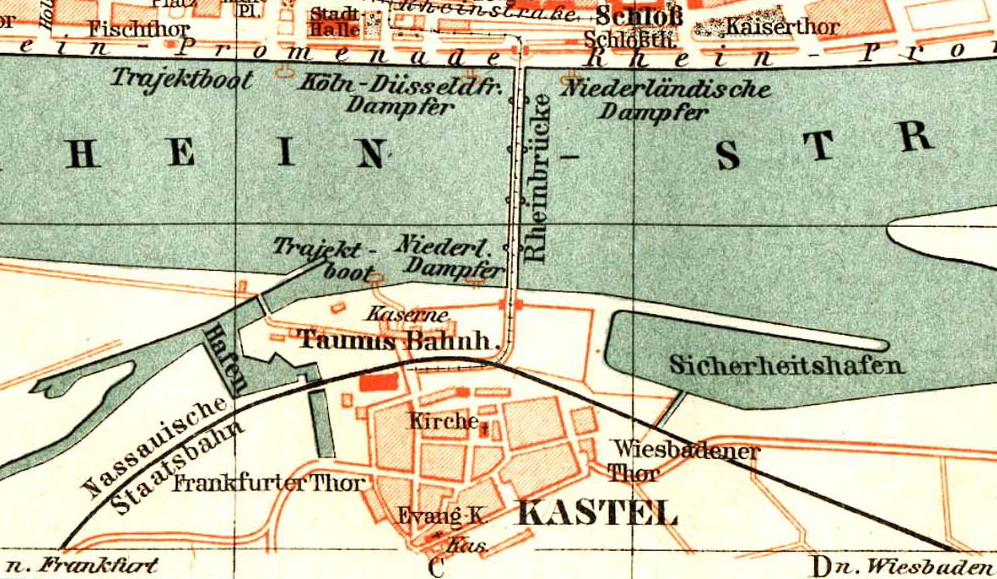
Мост на карте Майнца 1893 года

Рейнский мост (нем. Die Rheinbrücke) был построен в 1882—1885 годах по проекту архитекторов Фридриха фон Тирша и Бернхарда Бильфингера. Затраты на строительство составили 3,6 миллионов золотых марок. Торжественное открытие моста состоялось 30 мая 1885 года.
В 1931—1934 годах была проведена реконструкция, включающая в себя расширение моста (с 13,80 м до 18,80 м).
17 марта 1945 года, незадолго до того, как Майнц был занят американскими войсками, мост был взорван отступающими фашистскими отрядами. После этого американцы наладили понтонную переправу.
После войны Рейнский мост был восстановлен (в 1948—1950 годах), и в 1950 году получил имя Теодора Хойса (Theodor Heuss) — первого президента послевоенной Германии.
В 1992—1995 годах была проведена капитальная реконструкция моста, которая обошлась в 139,5 миллионов марок. Мост был вновь открыт для движения 18 июля 1995 года.

## Конструкция
Мост Теодора Хойса — арочного типа. Он включает в себя четыре опоры из песчаника, находящиеся в русле реки, и пять арочных пролётов длиной 87,13 м — 98,96 м — 102,94 м — 98,96 м — 87,13 м.
По мосту проходит автомобильная дорога  Bundesstraße 40, включающая в себя четыре полосы для автомобильного движения (по две в каждую сторону), по краям которых находятся пешеходные и велосипедные дорожки.

## Галерея

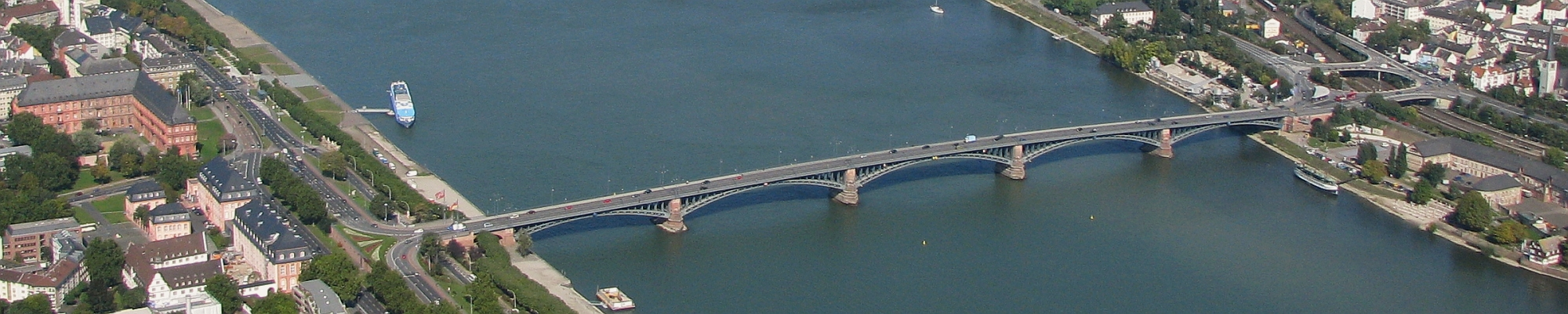
Вид на мост Теодора Хойса с воздуха

Вид на мост Теодора Хойса со стороны района Майнц-Кастель

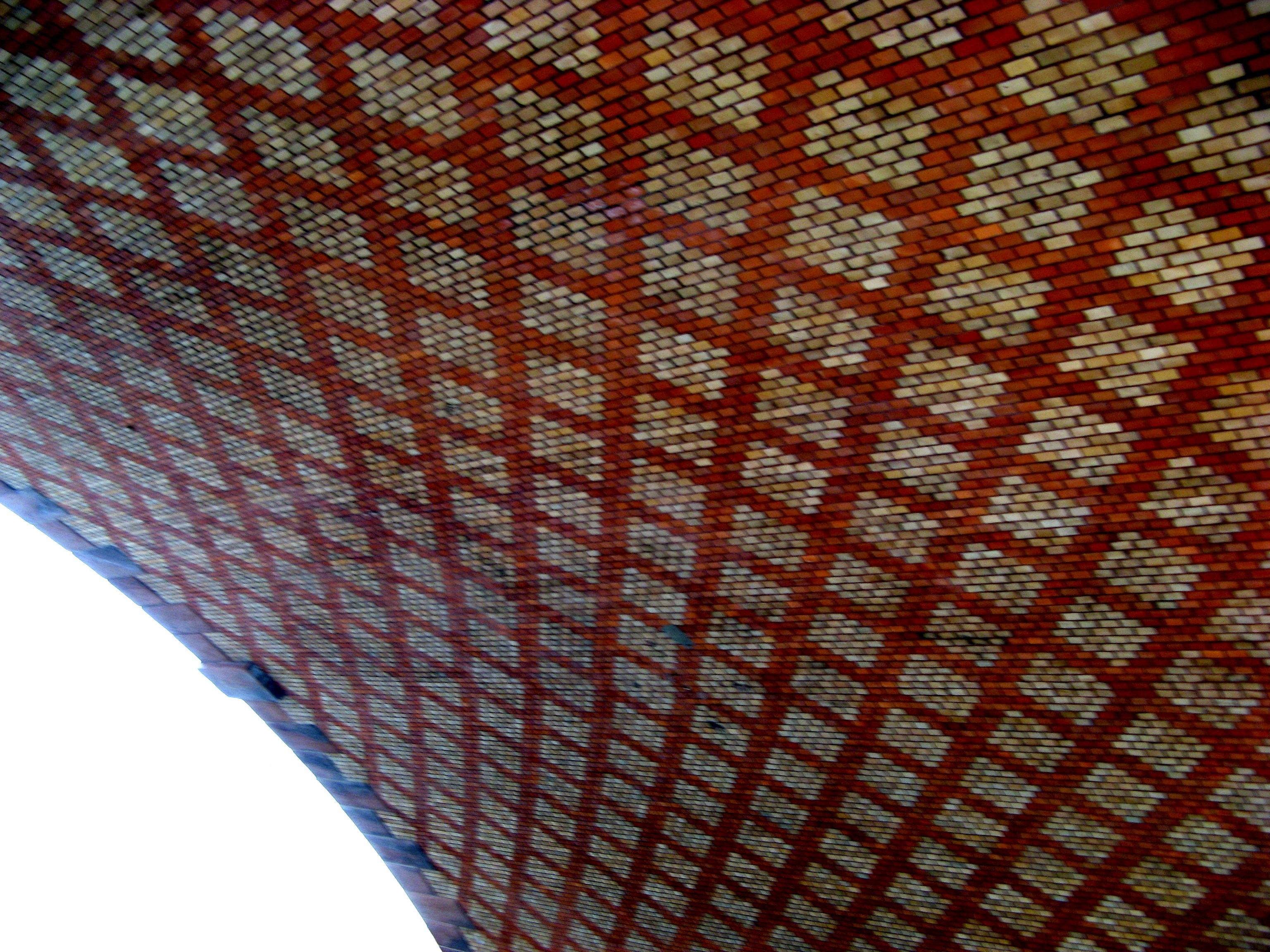
Вид снизу на отделку моста Теодора Хойса
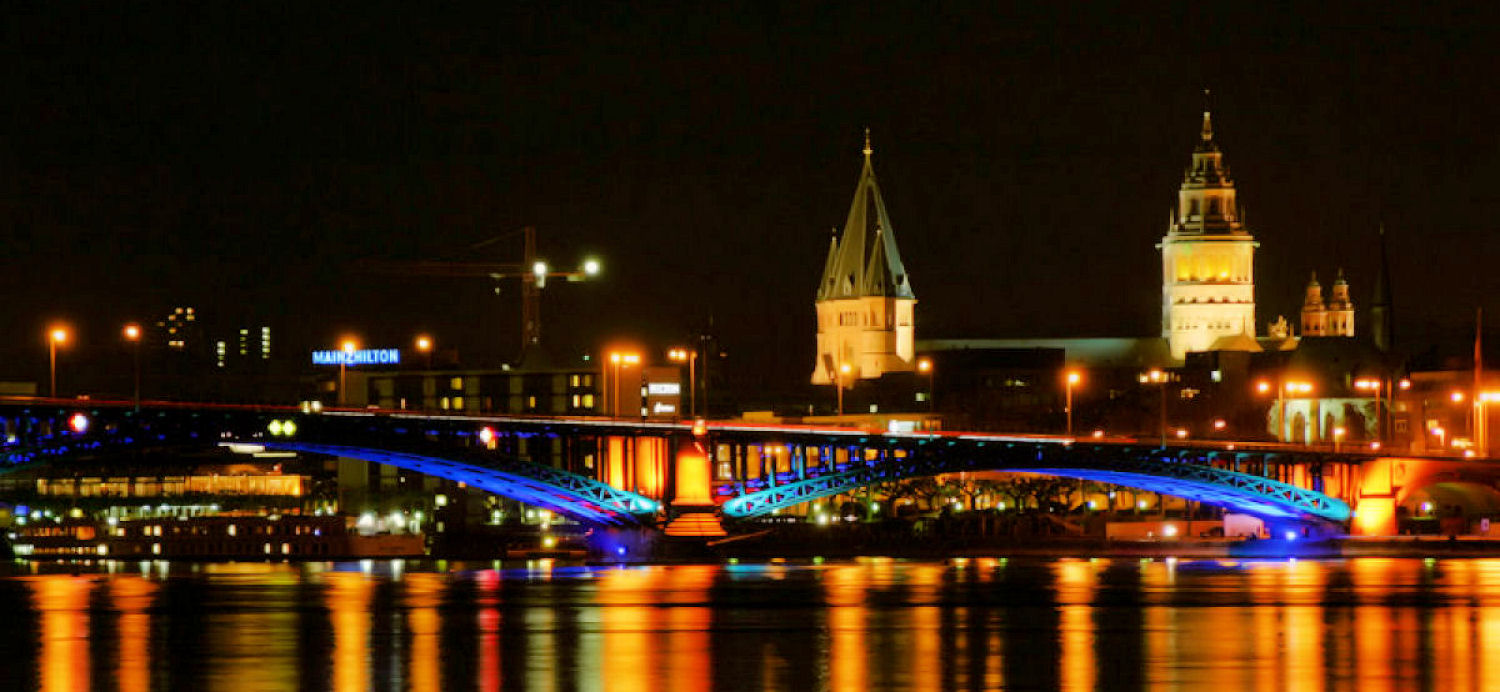
Ночная подсветка моста в 2006 году
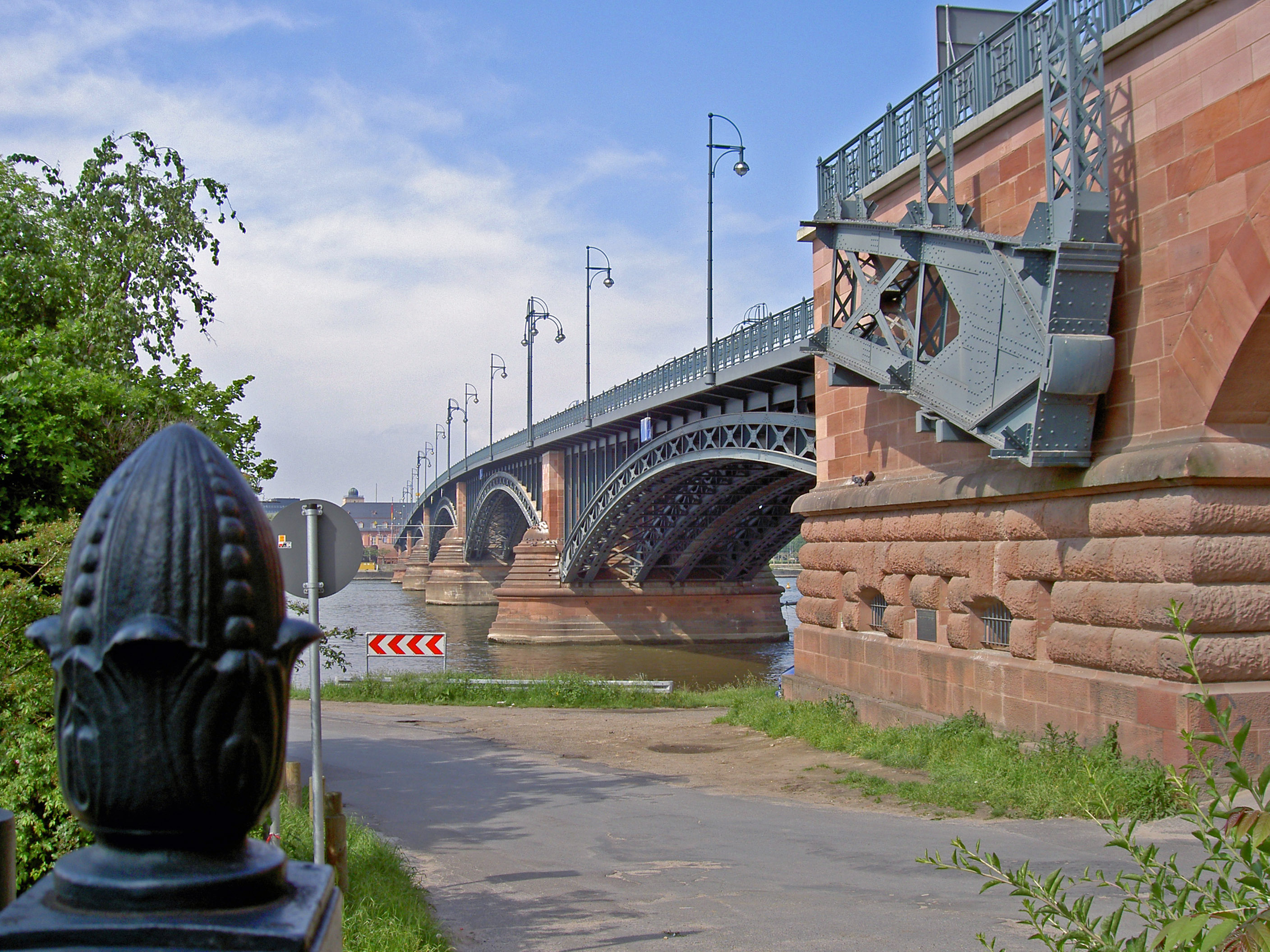
Вид на мост со стороны района Майнц-Кастель
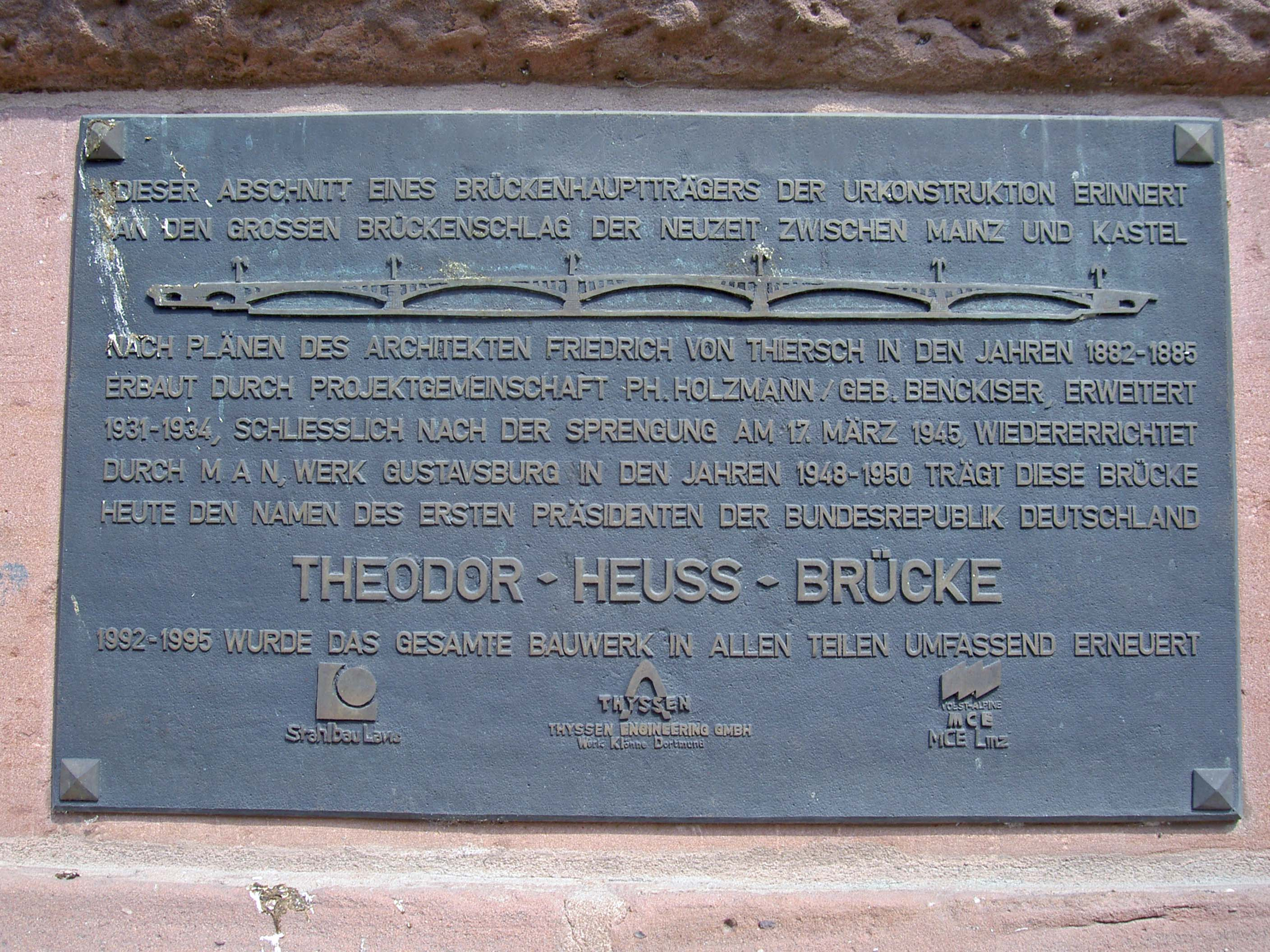
Памятная табличка